# Privacy International

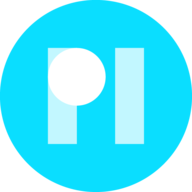
Logo da privacy international

Privacy International (Português: Privacidade internacional) é uma organização não-governamental britânica formada em 1990 e que tem com principal objetivo "monitorar a vigilância e as invasões de privacidades individuais conduzidas por governos e organizações".

## Índice de privacidade
Desde 1997 o Privacy International faz, em cooperação com o Electronic Privacy Information Center, pesquisas anuais que determinam o quão segura a privacidade dos indivíduos de certa nação está em relação a organizações do governo e privadas. A pesquisa de 2006 examinou todos os países-membros da União Europeia e outros onze selecionados.
| Posição | País           | Nota |
| ------- | -------------- | ---- |
| 1       | Alemanha       | 3,9  |
| 2       | Canadá         | 3,6  |
| 3       | Bélgica        | 3,2  |
| 3       | Áustria        | 3,2  |
| 5       | Grécia         | 3,1  |
| 6       | Argentina      | 3,0  |
| 6       | Hungria        | 3,0  |
| 8       | França         | 2,9  |
| 8       | Polónia        | 2,9  |
| 8       | Portugal       | 2,9  |
| 8       | Chipre         | 2,9  |
| 12      | Finlândia      | 2,7  |
| 13      | Itália         | 2,6  |
| 13      | Luxemburgo     | 2,6  |
| 13      | Letónia        | 2,6  |
| 13      | Estónia        | 2,6  |
| 13      | Malta          | 2,6  |
| 18      | Dinamarca      | 2,5  |
| 18      | Chéquia        | 2,5  |
| 18      | Irlanda        | 2,5  |
| 18      | Eslováquia     | 2,5  |
| 18      | Lituânia       | 2,5  |
| 18      | Nova Zelândia  | 2,5  |
| 24      | Espanha        | 2,4  |
| 24      | Austrália      | 2,4  |
| 26      | Eslovénia      | 2,3  |
| 26      | Países Baixos  | 2,3  |
| 28      | Suécia         | 2,2  |
| 28      | Israel         | 2,2  |
| 30      | Estados Unidos | 2,0  |
| 31      | Tailândia      | 1,9  |
| 31      | Filipinas      | 1,9  |
| 33      | Reino Unido    | 1,5  |
| 34      | Singapura      | 1,4  |
| 34      | Rússia         | 1,4  |
| 36      | Malásia        | 1,3  |
| 36      | China          | 1,3  |

| Legenda   | Legenda                                      |
| Nota      | Definição                                    |
| --------- | -------------------------------------------- |
| 4,1 a 5,0 | Direitos humanos levados em consideração     |
| 3,6 a 4,0 | Proteção e garantias significantes           |
| 3,1 a 3,5 | Garantias adequadas contra abusos            |
| 2,6 a 3,0 | Algumas garantias, mas proteção enfraquecida |
| 2,1 a 2,5 | Falência constante em garantias              |
| 1,6 a 2,0 | Sociedades de vigilância extensiva           |
| 1,1 a 1,5 | Sociedades de vigilância endêmica            |